# Vietnam aux Jeux paralympiques d'été de 2024
Le Vietnam participe aux Jeux paralympiques d'été de 2024 à Paris. Il est représenté par sept athlètes: un en athlétisme, deux en natation et quatre en haltérophilie. Il s'agit de la 7e participation du Vietnam aux Jeux paralympiques d'été.
Le van Cong permet au Vietnam d'obtenir la deuxième médaille paralympique du pays de son histoire. C'est d'ailleurs la troisième médaille tous jeux confondus (Jeux paralympiques et Jeux olympiques).

## Participants

### Athlétisme
- Pham Nguyen Khanh Minh

### Haltérophilie
- Le van Cong
- Dang Thi Linh Phuong
- Chau Hoang Tuyet Loan
- Nguyen Binh An

### Natation
- Do Thanh Hai
- Le Tien Dat

## Médailles
| Sport         | Discipline    | Athlète(s)  | Performance | Date             |
| ------------- | ------------- | ----------- | ----------- | ---------------- |
| Haltérophilie | Hommes -49 kg | Le van Cong | 12 s 61     | 4 septembre 2024 |

## Résultat

### Athlétisme
| Athlète                | Événement        | 1er tour | 1er tour | Finale       | Finale       |
| Athlète                | Événement        | Résultat | Rang     | Résultat     | Rang         |
| ---------------------- | ---------------- | -------- | -------- | ------------ | ------------ |
| Pham Nguyen Khanh Minh | 400 m T12 hommes | 51,28    | 7        | Pas qualifié | Pas qualifié |

### Haltérophilie
| Atlhète        | Catégorie     | Développé-couché | Développé-couché |
| Atlhète        | Catégorie     | Résultat         | Rang             |
| -------------- | ------------- | ---------------- | ---------------- |
| Le van Cong    | Hommes -49 kg | 171 kg           | 3e               |
| Nguyen Binh An | Hommes -54 kg | DNF              | DNF              |

| Athlète               | Catégorie     | Développé-couché | Développé-couché |
| Athlète               | Catégorie     | Résultat         | Rang             |
| --------------------- | ------------- | ---------------- | ---------------- |
| Dang Thi Linh Phuong  | Femmes -50 kg | 98 kg            | 8e               |
| Chau Hoang Tuyet Loan | Femmes -55 kg | 96 kg            | 5e               |

### Natation
| Athlète      | Événement        | Séries        | Séries | Finale        | Finale |
| Athlète      | Événement        | Résultat      | Rang   | Résultat      | Rang   |
| ------------ | ---------------- | ------------- | ------ | ------------- | ------ |
| Le Tien Dat  | 100 m brasse SB5 | 1 min 36 s 10 | 5      | 1 min 35 s 03 | 4      |
| Do Thanh Hai | 100 m brasse SB5 | 1 min 35 s 41 | 4      | 1 min 35 s 61 | 5      |